# Johnny Cannon
Johnny Cannon (17 mars 1907 - 6 décembre 1946) est un animateur américain. 

## Biographie
Il est né à Terre Haute dans l'Indiana. Il est le premier fils des trois fils de John et Maybelle Cannon, mariés en 1906. Son père était aiguilleur dans le chemin de fer. En 1918, à l'âge de 11 ans, ses parents divorcèrent. Ses deux frères Guy et Maurice furent placés par leur père chez leur grand-mère à Decatur dans l'Illinois, tandis que Johnny restait avec sa mère. Peu après, Johnny et sa mère déménagèrent en Californie et s'installèrent à deux pas de la mer sur Ozone Avenue à Ocean Park, près de Santa Monica.
Après quelques études artistiques, il fut engagé en 1927 par les Studios Disney afin de travailler sur leur nouvelle série Oswald le lapin chanceux. En raison du revers subi par Walt Disney sur le contrat d'Oswald à cause de Charles Mintz en 1928, Johnny est l'un des rares animateurs à rester avec Disney. Mais il ne fut pas mis dans le secret de la naissance de Mickey Mouse.
Toutefois, dès 1933, il est nommé animateur sur les Mickey Mouse, ce qu'il semble avoir fait ensuite pour toute sa durée de travail chez Disney.
En 1940, avant qu'éclate la grève des studios Disney, il quitte les studios Disney et travaille pour l'un des nombreux studios apparus à l'époque. 
Le 6 décembre 1946, il meurt d'une crise cardiaque.

## Filmographie
- 1929 : Springtime
- 1929 : Les Cloches de l'Enfer (Hell's Bells)
- 1929 : The Merry Dwarfs
- 1930 : Summer
- 1930 : Autumn
- 1930 : Cannibal Capers
- 1930 : Frolicking Fish
- 1930 : Arctic Antics
- 1930 : Midnight in a Toy Shop
- 1930 : Nuit (Night)
- 1930 : Monkey Melodies
- 1930 : Winter
- 1930 : Playful Pan
- 1931 : Woody goguenarde (Birds of a Feather)
- 1931 : Les Chansons de la mère l'oie (Mother Goose Melodies)
- 1931 : L'Assiette de porcelaine (The China Plate)
- 1931 : The Cat's Nightmare
- 1931 : Mélodies égyptiennes (Egyptian Melodies)
- 1931 : The Clock Store
- 1933 : Mickey au Moyen Âge (Ye Olden Days)
- 1934 : Le Gala des orphelins (Orphan's Benefit)
- 1935 : La Fanfare (The Band Concert)
- 1936 : Cousin de campagne (The Country Cousin)